# Alte Schule Willingen
Die Alte Schule Willingen war eine Volksschule in Willingen (Upland), die von 1922 bis zur Errichtung eines Grundschulgebäudes 2015 genutzt wurde. Das Gebäude spielte eine bedeutende Rolle in der Bildungs- und Ortsgeschichte und wurde später an das Pflegehotel Willingen verkauft.

## Geschichte

### Bauzeit
Der Bau der Schule begann 1921, und der Unterricht startete 1922. Die Kosten für den Bau und die Ausstattung betrugen rund eine Million Mark, inklusive Infrastrukturmaßnahmen wie Wegesanierungen und Brennmaterialbeschaffung. Kurz nach der Einweihung wurde eine Dienstwohnung für den Schuldiener errichtet. 1933 erfolgte eine umfassende Instandsetzung, bei der unter anderem eine Dampfheizung installiert wurde.

### Schulalltag
In den ersten Jahrzehnten bestand die Schule aus drei Klassenräumen und zwei Lehrerwohnungen, während der Unterricht in vier kombinierten Klassenstufen erfolgte. Aufgrund der wachsenden Schülerzahlen und begrenzten Raumkapazitäten wurde der Unterricht teilweise in Schichten durchgeführt. Die Lehrer bauten in den schulnahen Gärten Gemüse und Kartoffeln an, um ihre Versorgung nach dem Zweiten Weltkrieg zu verbessern.
Eine Anekdote berichtet von einem Lehrer, dessen Schüler ihm halfen, eine Gerstenernte vor einem aufziehenden Gewitter zu retten, indem sie die Garben vom Feld zur Schule trugen.

### Nachkriegszeit
Nach 1945 war der Schulbetrieb stark eingeschränkt. Während des Krieges diente das Gebäude als Unterkunft für Fremdarbeiter und 1945 kurzfristig als Gefechtsstand der amerikanischen Truppen. Der Unterricht fand zeitweise in der Jugendherberge und in Gasthöfen statt. In den ersten Nachkriegsjahren mussten sich die Schüler mit Schieferplatten und selbst hergestellten Griffeln behelfen, da es an Schulmaterial mangelte.
Mit dem Flüchtlingszustrom nach dem Krieg stieg die Schülerzahl stark an. In manchen Klassen saßen über 50 Kinder, sodass einige am Lehrerpult Platz nehmen mussten. Um die Raumnot zu lindern, wurden Klassen in das Pfarrhaus und die Gemeindehalle ausgelagert.
1965 wurde die Mittelpunktschule eröffnet, und der Unterricht wurde schrittweise in das neue Schulgebäude verlagert.

## Neuzeit
2005 wurde die Mittelpunktschule mit dem Gymnasium zur kooperativen Gesamtschule zusammengeführt. Da die Schülerzahl in den folgenden Jahren stieg, wurde das Gebäude trotzdem noch als Grundschule für zwei Klassen der Uplandschule Willingen genutzt. Im Jahre 2015 wurde dann auf dem mittleren Schulhof der Uplandschule ein Grundschulgebäude errichtet. Im Jahre 2018 wurde das Gebäude dann an das Pflegehotel Willingen verkauft. Durch große Umbaumaßnahmen wurde das Gebäude dann zu einer Pflegeeinrichtung umgebaut.